# Ривз, Кевин
Ке́вин Фи́лип Ривз (англ. Kevin Philip Reeves; 20 октября 1957) — английский футболист, нападающий. Выступал за футбольные клубы «Борнмут», «Норвич Сити», «Манчестер Сити» и «Бернли», также за сборную Англии. Впоследствии работал скаутом.

## Клубная карьера
Уроженец Берли (Хэмпшир), Ривз начал футбольную карьеру в молодёжной команде клуба «Борнмут». В сезоне 1974/75 дебютировал в основном составе «Борнмута». Провёл за команду 63 матча и забил 20 голов.
В январе 1977 года перешёл в «Норвич Сити» за 50 тысяч фунтов. Выступал за «канареек» до 1980 года, сыграв 133 матча и забив 42 гола во всех турнирах.
В марте 1980 года перешёл в «Манчестер Сити» за 1,25 млн фунтов. Выступал за «Сити» до 1983 года, сыграв 158 матчей и забив 39 голов во всех турнирах, включая гол с пенальти в проигранной переигровке финала Кубка Англии 1981 года против «Тоттенхэм Хотспур».
В сезоне 1983/84 играл за «Бернли», но в 1984 году был вынужден завершить карьеру в возрасте 26 лет из-за серьёзной травмы бедра.

## Карьера в сборной
С апреля 1978 по апрель 1980 года провёл десять матчей за сборную Англии до 21 года, забив два гола.
С 1979 по 1981 год провёл три игры за вторую сборную Англии.
22 ноября 1979 года дебютировал за главную сборную Англии в матче против сборной Болгарии на лондонском стадионе «Уэмбли». 20 мая 1980 года провёл свой второй и финальный матч за национальную сборную: это была игра против сборной Северной Ирландии.

## Тренерская и скаутская карьера
После завершения карьеры игрока работал с тренерском штабе клубов «Бернли», «Бирмингем Сити», «Рексем» и «Суонси Сити». Также был скаутом в клубах «Сток Сити», «Суонси Сити», «Уиган Атлетик», «Эвертон», «Куинз Парк Рейнджерс» и «Лутон Таун».

## Достижения
«Манчестер Сити»
- Финалист Кубка Англии: 1981
- Лучший бомбардир «Манчестер Сити» в сезоне: 1980/81